# Bélgica
A Bélgica (em neerlandês: België [ˈbɛl.ɣi.jə] (escutarⓘ); em francês: Belgique [bɛlʒik] (escutarⓘ); em alemão: Belgien [ˈbɛlɡiən] (escutarⓘ)), oficialmente Reino da Bélgica (em neerlandês: Koninkrijk België; em francês: Royaume de Belgique; em alemão: Königreich Belgien), é um país situado na Europa ocidental. É um dos membros fundadores da União Europeia (UE), inclusive hospedando a sede, bem como as de outras grandes organizações internacionais, como a Organização do Tratado do Atlântico Norte (OTAN). A Bélgica tem uma área de 30 528 quilômetros quadrados e uma população de cerca de 10,7 milhões de habitantes.
Ocupando a fronteira cultural entre a Europa germânica e a Europa latina, a Bélgica é basicamente constituída por dois grupos linguísticos: os flamengos, falantes do holandês, e os valões, que falam francês, além de um pequeno grupo de pessoas que falam a língua alemã. As duas maiores regiões da Bélgica são a região de língua holandesa de Flandres, no norte, com 59% da população e a região francófona da Valónia, no sul, habitada por 31% dos belgas. A Região de Bruxelas, oficialmente bilíngue, é um enclave de maioria francófona na região flamenga e tem 10% da população. Uma pequena comunidade de língua alemã existe no leste da Valónia. A diversidade linguística da Bélgica e conflitos políticos e culturais são refletidos na história política e no complexo sistema de governo do país.
O nome "Bélgica" é derivado de Gália Belga, uma província romana na parte setentrional da Gália, que era habitada pelos belgas, uma mistura de povos Celtas e Germânicos. Historicamente, Bélgica, Holanda e Luxemburgo eram conhecidos como os Países Baixos, nome utilizado para designar uma área um pouco maior do que o atual grupo de países chamado Benelux. Do final da Idade Média até ao século XVII, o país era um próspero centro de comércio e cultura. A partir do século XVI até a Revolução Belga em 1830, muitas batalhas entre as potências europeias foram travadas na área da atual Bélgica, fazendo com que o país fosse apelidado de "campo de batalha da Europa", reputação reforçada pelas duas Guerras Mundiais.
Após a sua independência, a Bélgica logo participou da Revolução Industrial e, no final do século XIX, possuía várias colônias na África. A segunda metade do século XX foi marcada pela ascensão de conflitos comunais entre os flamengos e os valões, alimentados por diferenças culturais e por uma evolução econômica assimétrica entre a Flandres e a Valónia. Estes conflitos, ainda ativos, têm causado profundas reformas do Estado unitário ex-belga para um estado federal.

## Etimologia
O nome "Bélgica" é derivado de Gália Belga, uma província romana na parte setentrional da Gália, que era habitada pelos belgas, uma mistura de povos Celtas e Germânicos.

## História

### Origem e formação
A Gália Bélgica, uma província do Império Romano na parte setentrional da Gália que, antes de invasão romana em 100 a.C., era habitada pelos belgas, uma mistura de povos celtas e germânicos. A imigração gradual de francos, uma tribo germânica, durante o século V levou a área ao domínio dos reis merovíngios. Uma mudança gradual de poder durante o século VIII levou o reino dos francos a evoluir para o Império Carolíngio.

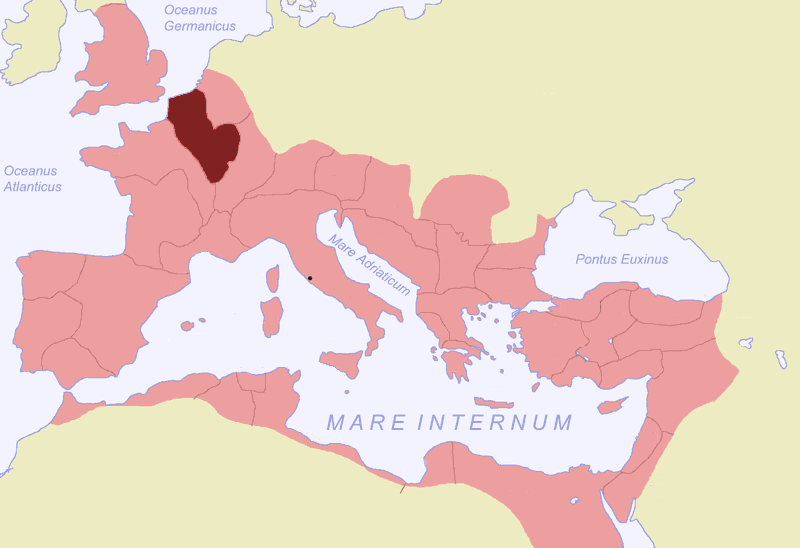
Localização da Gália Bélgica dentro do Império Romano

O Tratado de Verdun em 843 dividiu a região na Frância Oriental e Ocidental e, portanto, em um conjunto de feudos mais ou menos independentes que, durante a Idade Média, eram vassalos do rei da França ou do Sacro Imperador Romano-Germânico.
Muitos desses feudos estavam unidos nos Países Baixos Borgonheses dos séculos XIV e XV. O imperador Carlos V estendeu a união pessoal das Dezessete Províncias na década de 1540, tornando-se muito mais do que uma união pessoal pela Pragmática Sanção de 1549 e aumento da sua influência sobre o Principado-Bispado de Liège.
A Guerra dos Oitenta Anos (1568-1648) dividiu os Países Baixos entre as Províncias Unidas do Norte (Belgica Foederata em latim) e dos Países Baixos do Sul (Belgica Regia). Os últimos foram sucessivamente governados pelos espanhóis e pelos Habsburgos austríacos e foram os precursores da Bélgica moderna. Este foi o palco das guerras franco-espanhola e franco-austríaca durante os séculos XVII e XVIII.
Após as campanhas de 1794 nas guerras revolucionárias francesas, os Países Baixos — incluindo territórios que nunca estiveram nominalmente sob o domínio dos Habsburgos, como o Principado-Bispado de Liège — foram anexados pela Primeira República Francesa, terminando com o domínio austríaco na região. A reunificação dos Países Baixos como Reino Unido dos Países Baixos ocorreu com dissolução do Primeiro Império Francês em 1815, após a derrota de Napoleão.

### Independência

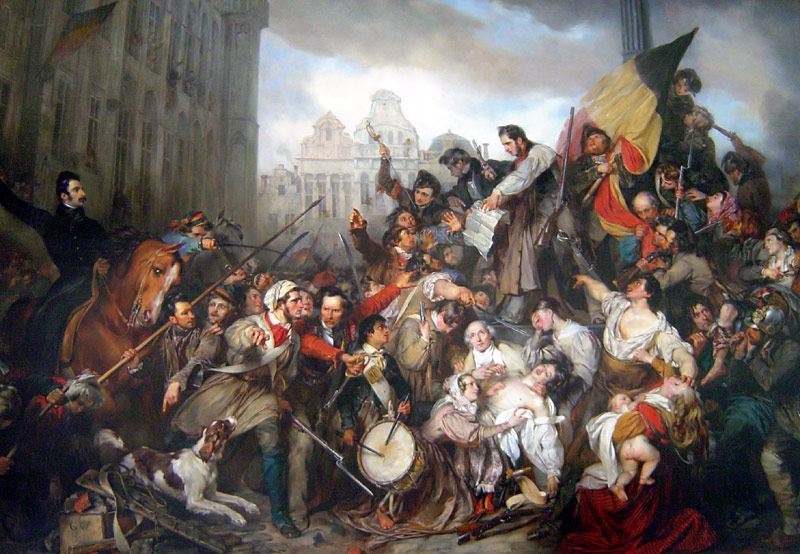
Episódio da Revolução Belga de 1830 (1834), por Egide Charles Gustave Wappers. Museu de Arte Antiga, Bruxelas

Em 1830, a Revolução Belga levou à separação das províncias do sul dos Países Baixos e ao estabelecimento de uma Bélgica independente católica, burguesa, francófona e neutra, sob um governo provisório e um congresso nacional. Desde a elevação de Leopoldo I ao cargo de rei em 21 de julho de 1831 (que agora é celebrado como Dia Nacional da Bélgica), o país tem sido uma monarquia constitucional e uma democracia parlamentar, com uma constituição laica baseada no código Napoleônico. Embora o direito ao voto tenha sido inicialmente restrito, o sufrágio universal para os homens foi introduzido após a greve geral de 1893 (com voto plural até 1919) e para as mulheres em 1949.
Os principais partidos políticos do século XIX foram o Partido Católico e o Partido Liberal, com o Partido do Trabalho da Bélgica emergindo no final do século XIX. O francês era originalmente a única língua oficial adotada pela nobreza e burguesia belga. O idioma progressivamente perdeu a sua importância global conforme o neerlandês passou a ser reconhecido também. Esse reconhecimento tornou-se oficial em 1898 e em 1967 uma versão em neerlandês da constituição belga foi legalmente aceita.

### Século XX
A Conferência de Berlim de 1885 cedeu o controle de todo o Estado Livre do Congo para o rei Leopoldo II como sua propriedade privada. Por volta de 1900, houve uma crescente preocupação internacional com o tratamento extremo e selvagem dado à população congolesa durante o domínio de Leopoldo II, para quem o Congo era principalmente uma fonte de receita da produção de marfim e borracha. Em 1908, esse clamor levou o Estado belga a assumir a responsabilidade pelo governo da colônia, que passou a se chamar Congo Belga.

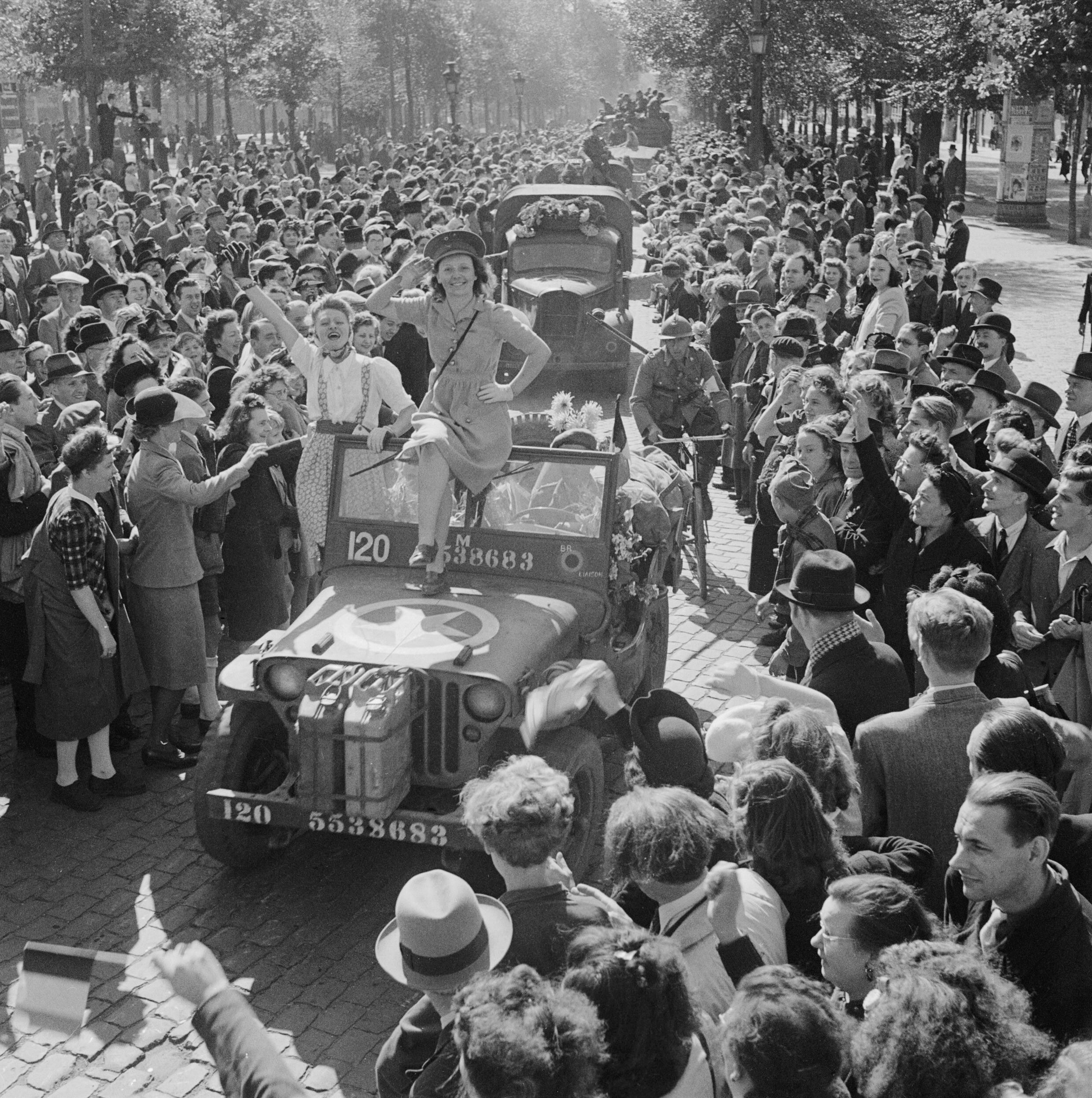
Multidões aplaudem as tropas britânicas entrando em Bruxelas, 4 de setembro de 1944, no final da Segunda Guerra Mundial

O Império Alemão invadiu a Bélgica em 1914 como parte do Plano Schlieffen para atacar a França, sendo que boa parte dos combates na Frente Ocidental da Primeira Guerra Mundial ocorreram na parte ocidental do país. Os meses iniciais da guerra ficaram conhecidos como o "Estupro da Bélgica", devido aos excessos violentos cometidos pelos alemães. A Bélgica assumiu as colônias alemãs de Ruanda-Urundi (os atuais países Ruanda e Burundi) durante a guerra e elas foram mandatadas para a Bélgica em 1924 pela Liga das Nações. Após a Primeira Guerra Mundial, os distritos prussianos de Eupen e Malmedy foram anexados pelos belgas em 1925, fazendo com que a presença de uma minoria de língua alemã se tornasse um fato.
O país foi novamente invadido pela Alemanha em 1940 e foi ocupado até a sua libertação pelos Aliados em 1944. Após a Segunda Guerra Mundial, uma greve geral forçou o rei Leopoldo III, que muitos viam como colaborador da Alemanha durante a guerra, a abdicar em 1951. O Congo Belga alcançou a independência em 1960, durante a Crise do Congo; Ruanda-Burundi conquistaram a sua independência dois anos depois. A Bélgica aderiu à Organização do Tratado do Atlântico Norte (OTAN) como membro fundador e formou o grupo Benelux com os Países Baixos e Luxemburgo.
A Bélgica tornou-se um dos seis membros fundadores da Comunidade Europeia do Carvão e do Aço em 1951 e da Comunidade Europeia da Energia Atômica e da Comunidade Econômica Europeia em 1957. Esta última é agora a União Europeia, organização internacional cujas principais administrações e instituições são hospedadas pela Bélgica, como a Comissão Europeia, o Conselho da União Europeia e as sessões extraordinárias e de comissões do Parlamento Europeu.

## Geografia

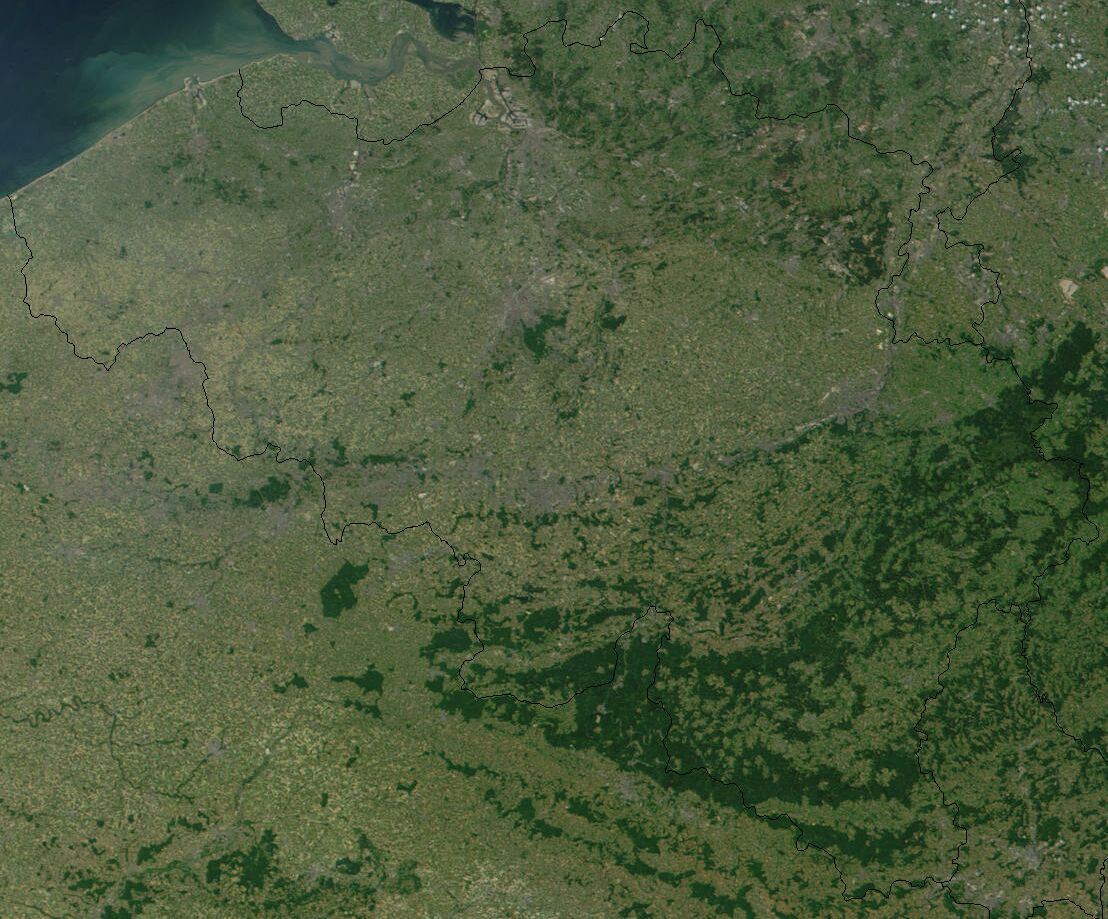
Imagem de satélite do território belga

A Bélgica tem uma área de 30 510 km², distribuídos por três regiões físicas principais: a planície costeira (localizada a noroeste), o planalto central e as elevações das Ardenas (situadas a sudeste). A planície costeira consiste principalmente de dunas de areia e polders. Os polders são áreas de terra a uma altitude próxima de ou inferior ao nível do mar, e que foram ganhas ao mar, do qual estão protegidas por diques ou são, mais longe do litoral, campos drenados por meio de canais.
A segunda região física, o planalto central, fica mais no interior. É uma área pouco acidentada, cuja altitude sobe lentamente à medida que se afasta do litoral, com muitos vales férteis e irrigada por muitos cursos de água. Também pode-se encontrar aqui algum terreno mais acidentado, incluindo grutas e pequenas gargantas. A terceira região física, as Ardenas, é um pouco mais acidentada que as outras duas. Trata-se de planalto densamente florestado, muito rochoso e não muito adequado para a agricultura, que se estende até ao nordeste da França. É aqui que a maior parte da vida selvagem da Bélgica pode ser encontrada. É nas Ardenas que está situado o ponto mais elevado da Bélgica: o Signal de Botrange, com apenas 694 metros de altura. Os dois principais rios da Bélgica são o Escalda e o Mosa. Esses são fundamentais para tornar prósperas cidades como Tournai, Gante, Antuérpia, Bruges, Liège e Namur.

### Clima

Bélgica pela classificação climática de Köppen-Geiger

O clima é oceânico com precipitação significativa em todas as estações (classificação climática de Köppen-Geiger: Cfb), como a maioria do noroeste da Europa. A temperatura média é mais baixa em janeiro em 3 °C e mais alta em julho em 18 °C. A precipitação média por mês varia entre 54 mm entre fevereiro e abril, para 78 mm em julho. As médias dos anos de 2000 a 2006 mostram temperaturas mínimas diárias de 7°C e máximas de 14 °C e precipitação mensal de 74 mm; estes estão cerca de 1 °C e quase 10 milímetros acima dos valores normais do século passado, respectivamente.

## Demografia

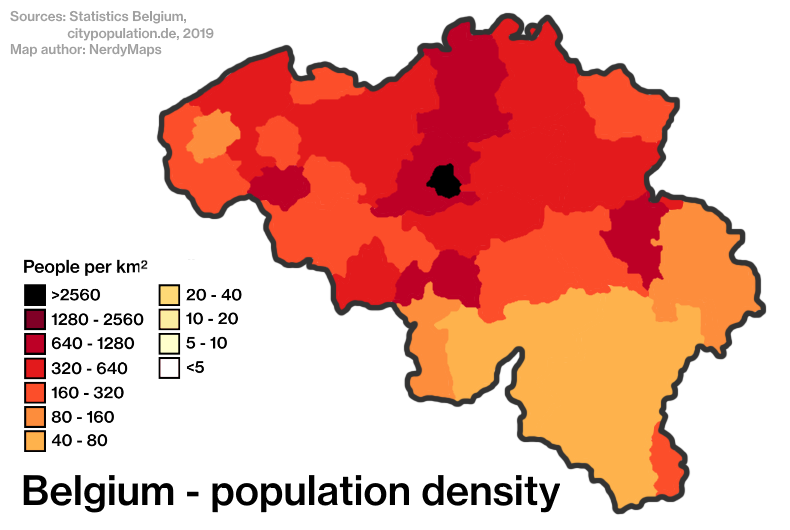
Mapa da Bélgica por densidade populacional

No início de 2007 quase 92% da população belga (de 11,35 milhões) era de cidadãos belgas e cerca de 6% era de cidadãos de outros países membros da União Europeia. Os cidadãos estrangeiros foram predominantemente italianos (171 918), franceses (125 061), holandeses (116 970), marroquinos (80 579), espanhóis (42 765), turcos (39 419) e alemães (37 621).

### Idiomas

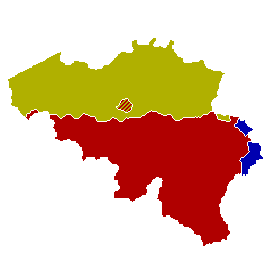
Línguas oficiais:
Holandês (~59%)
Francês (~40%)
Alemão (~1%)

A Bélgica tem três idiomas oficiais, que estão na ordem da população falante nativa na Bélgica: o neerlandês, francês e alemão. Um certo número de línguas minoritárias não oficiais são faladas também.
Como não existe censo, não existem dados estatísticos oficiais sobre a distribuição ou o uso das três línguas oficiais da Bélgica ou de seus dialetos. No entanto, vários critérios, incluindo a língua(s) dos pais, da educação, ou do estatuto de segunda língua de origem estrangeira, podem fornecer valores sugeridos. Uma estimativa de 59%  da população belga fala holandês (muitas vezes coloquialmente referido como "flamengo") e o francês é falado por 40% da população. O total de falantes do holandês é de 6,23 milhões, concentrados na região da Flandres no norte, enquanto os falantes de francês compreendem 3,32 milhões na Valônia. A Comunidade de língua alemã é composta de 73 mil pessoas no leste da Região da Valônia, cerca de 10 mil alemães e 60 mil cidadãos belgas são falantes do alemão. Cerca de 23 mil falantes do alemão vivem em municípios próximos a comunidade oficial germanófona.
Tanto o Francês Belga quanto o Holandês Belga têm diferenças menores em nuances de vocabulário e semântica das variedades faladas, respectivamente, na Holanda e na França. Muitas pessoas ainda falam dialetos flamengos em seu ambiente local. Dialetos da região da Valônia, juntamente com a língua picarda, não são utilizados na vida pública.

### Religiões
Desde a independência do país, o catolicismo romano, contrabalançado por fortes movimentos de pensamento livre, teve um papel importante na política da Bélgica. No entanto a Bélgica é, em grande parte, um país secular e, como previsto na constituição, laico com liberdade de religião, e o governo geralmente respeita este direito na prática. Durante o reinado de Alberto I e Balduíno, a monarquia teve o catolicismo profundamente enraizado.
Simbólica e materialmente, a Igreja Católica permanece em posição favorável. Em janeiro de 2001, surgiu uma nova entidade, cuja natureza jurídica na qual foi constituída, traz em seu próprio nome a sua finalidade: zelar por “Direitos Humanos Sem Fronteiras Internacionais” e, sediada em Bruxelas, participa conceitualmente promovendo o reconhecimento das religiões ou das "religiões reconhecidas", definindo caminhos para a religião islã adquirir tratamento equivalente ao conferido às religiões judaica e protestante. A religião hindú, ainda minoritária segue na busca desse estatuto. A religião budista deu os primeiros passos em direção ao reconhecimento legal em 2007. De acordo com a pesquisa 2001 Survey and Study of Religion, 47% da população se identificou como pertencente à Igreja Católica, enquanto o Islã é a segunda maior religião, com 3,5%. Uma pesquisa de 2006 considerou a região dos Flandres mais religiosa do que a Valônia, sendo que 55% dos entrevistados se consideravam religiosos e 36% acreditavam que Deus criou o mundo.
Segundo pesquisa do Eurobarômetro, em 2005, 43% dos cidadãos belgas responderam que "acreditam que existe um Deus", enquanto 29% responderam que "acreditam que existe algum tipo de espírito ou força vital" e 27% disseram que "não acreditam que haja algum tipo de espírito, Deus ou força vital".

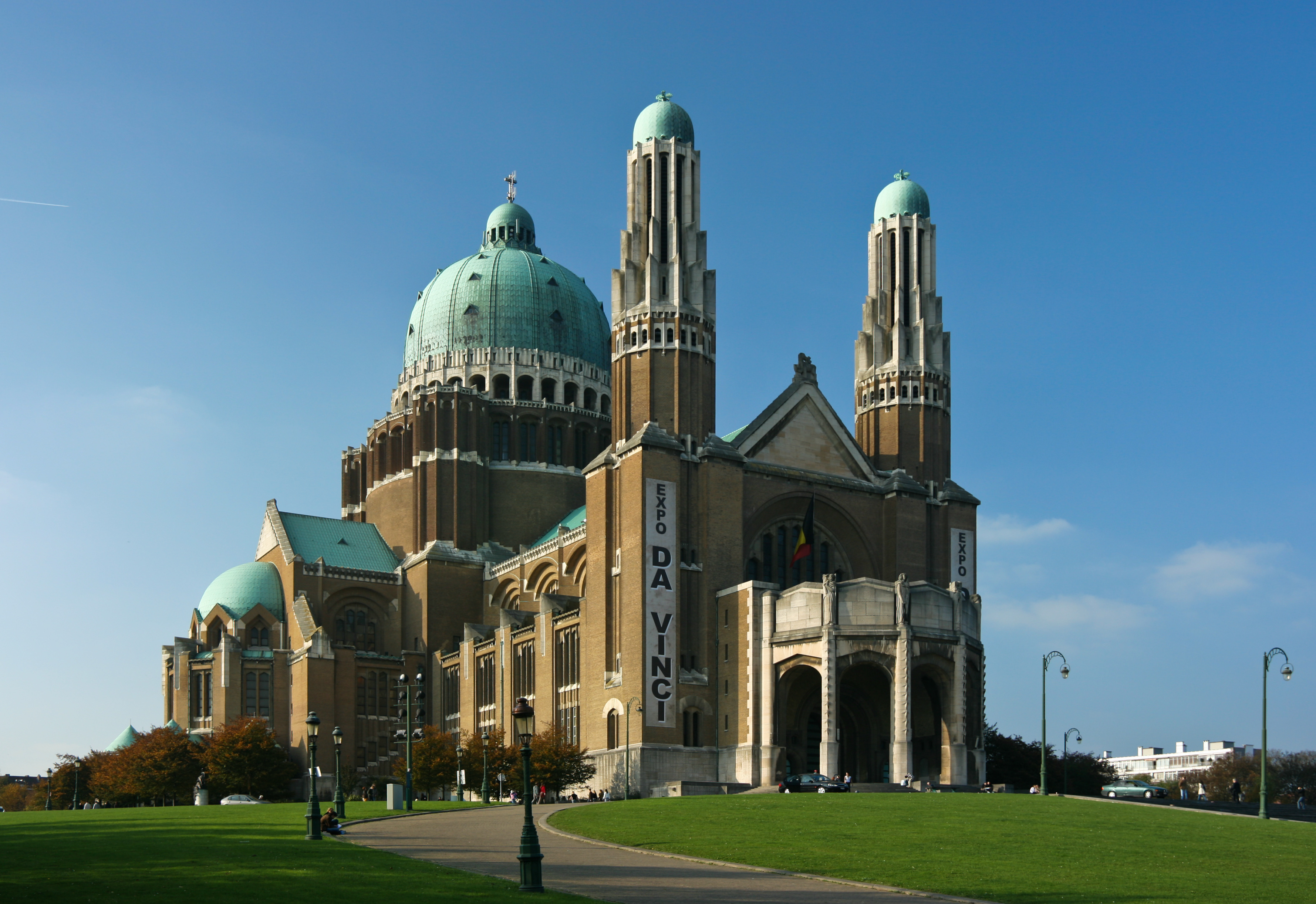
Basílica do Sagrado Coração em Koekelberg, Bruxelas

Uma estimativa de 2008 mostrou que 6% da população belga, cerca de 628 751 pessoas, é muçulmana (98% sunitas). Os muçulmanos constituem 25,5% da população de Bruxelas, 4,0% dos habitantes da Valônia e 3,9% dos Flandres. A maioria dos muçulmanos belgas vivem nas grandes cidades, como Antuérpia, Bruxelas e Charleroi. Os marroquinos são o maior grupo de imigrantes na Bélgica, com 264 974 pessoas. Os turcos são o terceiro maior grupo e o segundo maior grupo étnico muçulmano, com 159 336 pessoas. Além disso, cerca de 10 mil sikhs também estão presentes na Bélgica.

### Urbanização
Quase toda a população belga é urbana, 97% em 2004. A densidade populacional da Bélgica é de 342 habitantes por quilômetro quadrado, uma das mais elevadas da Europa, após a dos Países Baixos e alguns microestados, como Mônaco. A área mais densamente habitada é o "Diamante Flamengo", delineado pelas aglomerações de Antuérpia-Lovaina-Bruxelas-Gent. As Ardenas têm a menor densidade. Em 2006, a região flamenga tinha uma população de cerca de 6 078 600, com Antuérpia (457 749), Ghent (230 951) e Bruges (117 251) suas cidades mais populosas; Valônia tinha 3 413 978, com Charleroi (201 373), Liège (185 574) e Namur (107 178) suas cidades mais populosas. Bruxelas tem 1 018 804 habitantes em 19 comunas, duas das quais têm mais de 100 mil habitantes.

## Política

### Governo

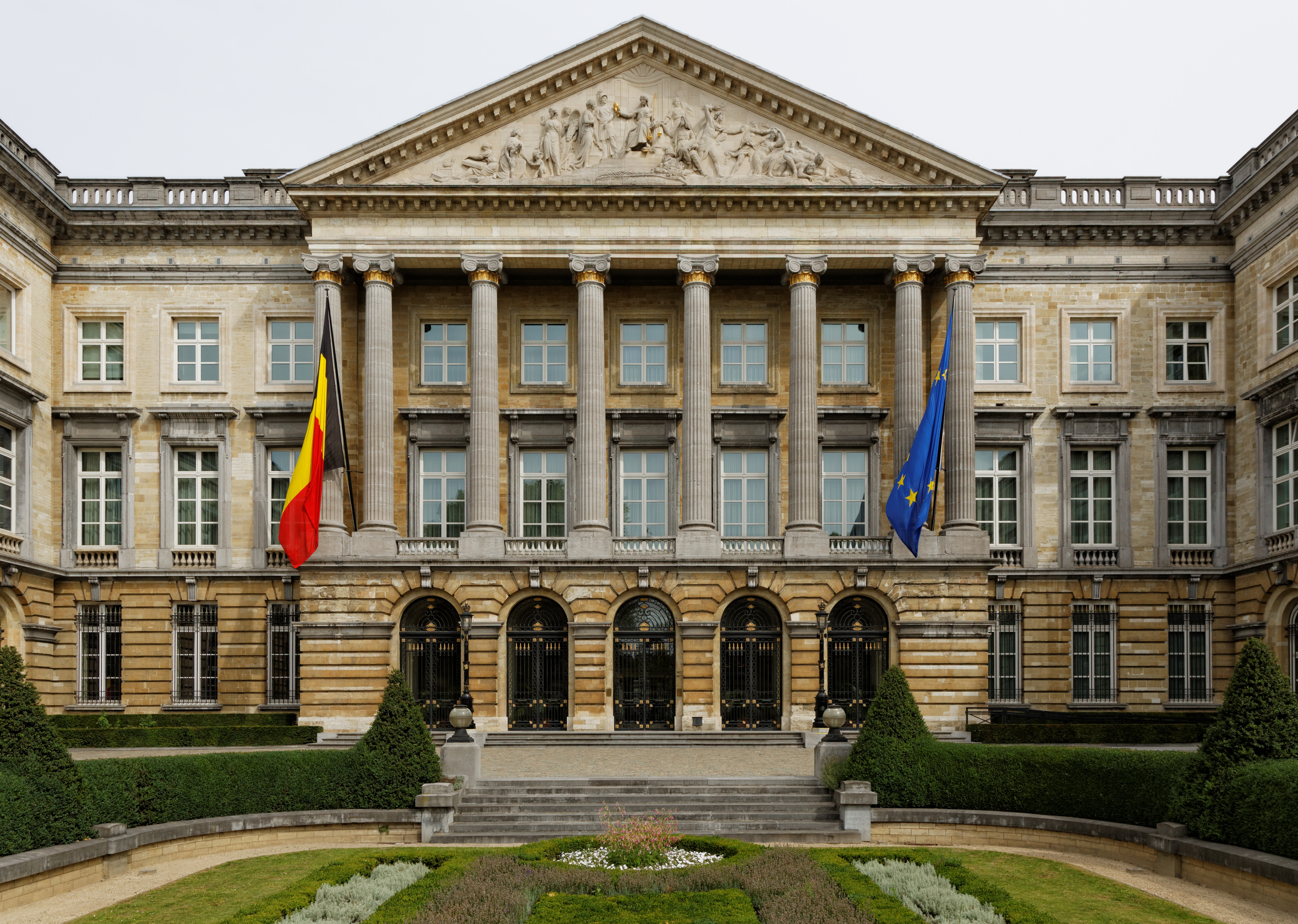
Parlamento Federal da Bélgica

A Bélgica é uma monarquia constitucional, popular e uma democracia parlamentar. O parlamento bicameral federal é composto de um senado e uma câmara dos deputados. O primeiro é composto por 40 políticos eleitos diretamente e 21 representantes designados pelos parlamentos das 3 Comunidades, 10 senadores cooptados e os filhos do rei, como senadores por direito. Os 150 deputados da câmara são eleitos por um sistema de votação proporcional em 11 circunscrições eleitorais. A Bélgica é um dos poucos países que tem o voto compulsório e, portanto, detém um dos maiores índices de comparecimento às urnas em todo o mundo.
O rei (atualmente Filipe I) é o chefe de estado, embora dispondo de prerrogativas limitadas. Ele nomeia os ministros, incluindo o primeiro-ministro, que têm a confiança da câmara dos deputados para formar o governo federal. O número de ministros de falantes do holandês e do francês são iguais, conforme prescrito pela constituição. O sistema judicial é baseado no sistema romano-germânico e tem origem no Código Napoleônico.

### Relações internacionais

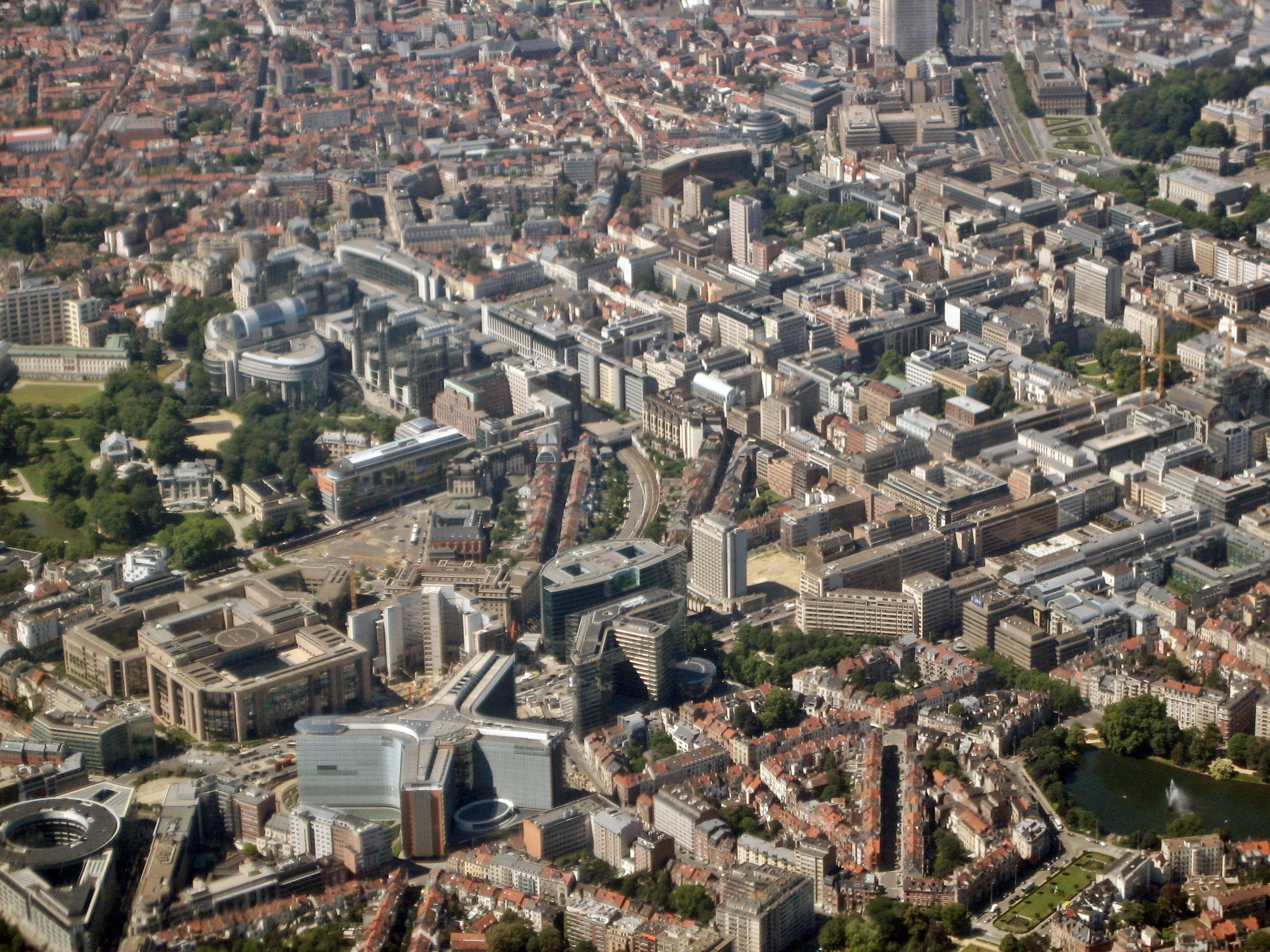
Vista do "bairro europeu" de Bruxelas, considerada a "capital" de facto da União Europeia

Os belgas têm sido fortes defensores da integração europeia e a maioria dos aspectos das suas políticas externa, económica e comercial são coordenados através da União Europeia (UE). A união aduaneira da Bélgica no pós-guerra com os Países Baixos e Luxemburgo abriu o caminho para a formação da Comunidade Europeia (precursora da UE), da qual a Bélgica foi membro fundador. Bruxelas é considerada a "capital" de facto da UE, com uma longa história de acolhimento de várias das principais instituições da UE, como as sedes oficiais da Comissão Europeia, do Conselho da União Europeia e do Conselho Europeu, bem como uma das sedes do Parlamento Europeu. Em 2013, esta presença gerou cerca de 250 milhões de euros (8,3% do PIB regional) e 121 mil empregos (16,7% do emprego regional).

### Forças armadas

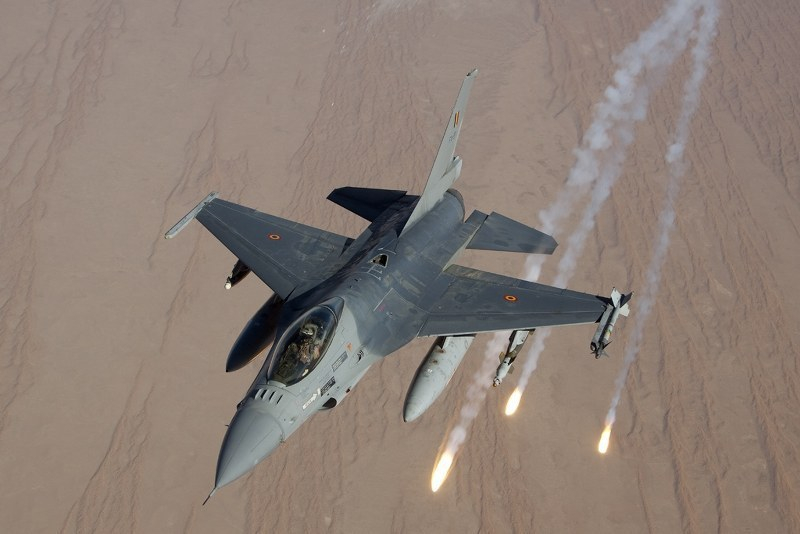
Caça F-16 da Força Aérea da Bélgica

As forças armadas belgas possuem 30 000 soldados. Em 2010, o país tinha um orçamento de 3,95 bilhões * € (1,12% do PIB). O comando de suas forças é unificado, sendo subordinado ao ministro da defesa e ao chefe de defesa.
Invadido pela Alemanha nas duas guerras mundiais, o país, para melhorar sua defesa, firmou pactos de cooperação com seus vizinhos europeus. Em 1948, por exemplo, a nação assinou o Tratado de Bruxelas e entrou então para a Organização do Tratado do Atlântico Norte. Assim como outros países da Europa, a Bélgica nos últimos anos tem adotado uma política de reduzir seu efetivo das forças armadas, assim como a quantidade de equipamentos, como parte de um programa de redução de gastos governamentais.

## Subdivisões
A Bélgica está subdividida em duas regiões, cada uma com cinco províncias, e uma terceira região, a Região de Bruxelas-Capital contendo a capital Bruxelas. Há ainda a divisão em comunidades linguísticas (neerlandesa, com instituições coincidentes com as da região flamenga; francesa, não se confundindo com a Valónia, e germanófona, no extremo leste dessa região). Aqui se encontram listadas por região, com as suas capitais:
- Região da Flandres:
  - Antuérpia (Antwerpen em neerlandês) - Antuérpia
  - Brabante Flamengo (Vlaams Brabant) - Lovaina
  - Flandres Ocidental (West-Vlaanderen) - Bruges
  - Flandres Oriental (Oost-Vlaanderen) - Gante
  - Limburgo (Limburg) - Hasselt
- Região da Valónia:
  - Brabante Valão (Brabant wallon em francês) - Wavre
  - Hainaut (Hainaut) - Mons
  - Liège (Liège) - Liège
  - Luxemburgo (Luxembourg) - Arlon
  - Namur (Namur) - Namur

### Divisão linguística
A Bélgica é um país heterogêneo dividido em três línguas:
- Neerlandês, cuja variante local é conhecida como flamengo (Flandres, no norte);
- Francês (Valónia, no sul);
- Alemão (numa pequena região no leste do país).

Essa divisão linguística causa conflitos na Bélgica; em Flandres há atualmente um número importante de pessoas querendo se separar da Valónia, não só por motivos de diferença linguística, mas também por causa de incompatibilidade económica. Alguns querem um federalismo muito avançado, outros a independência e ainda outros querem se unir aos Países Baixos (Holanda).

## Economia

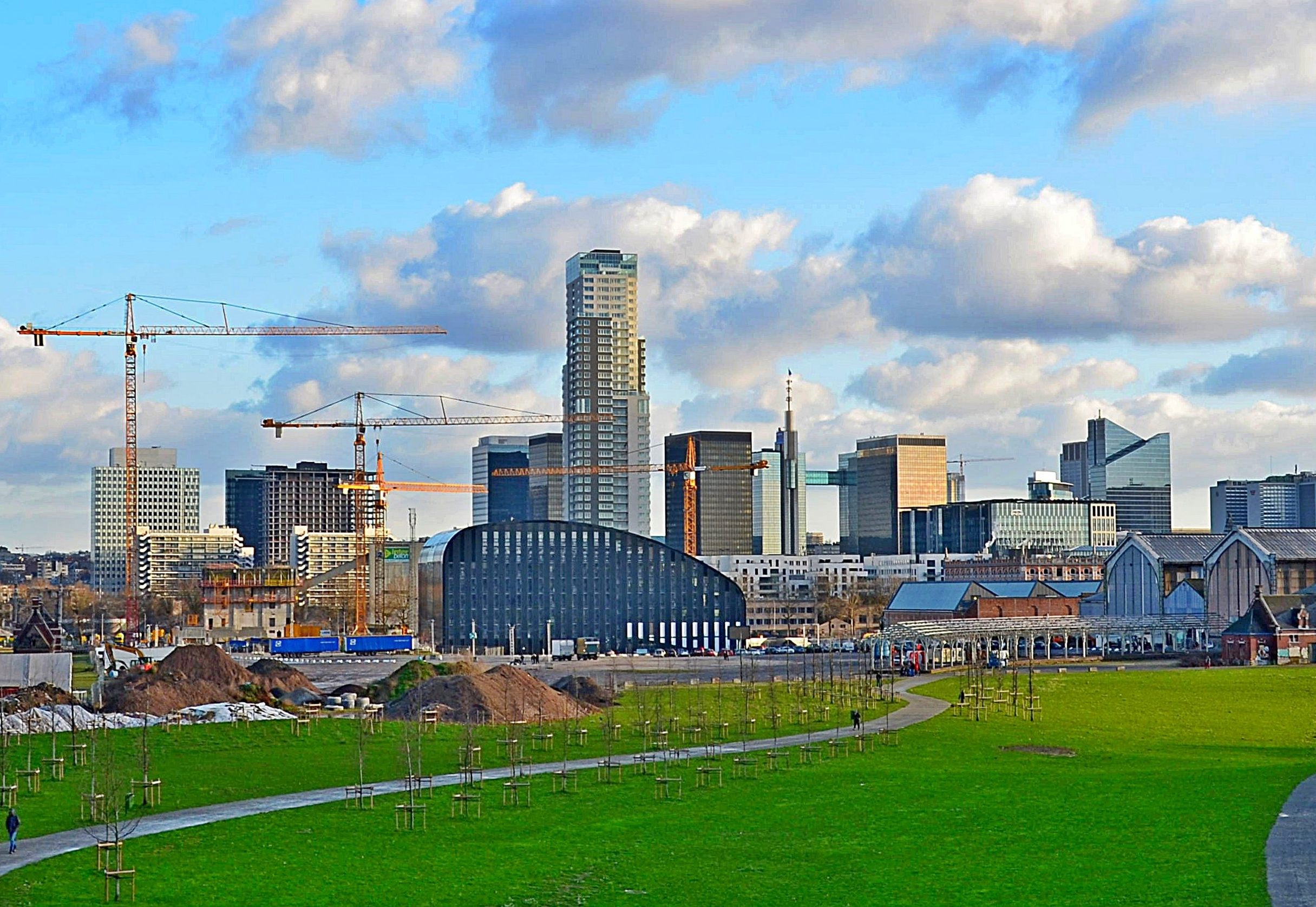
Centro financeiro de Bruxelas

A economia fortemente globalizada da Bélgica e sua infraestrutura de transporte são integradas com o resto da Europa. A sua localização no coração de uma região altamente industrializada ajudou a torná-la a 15ª maior nação comercial do mundo em 2007. A economia é caracterizada por uma força de trabalho altamente produtiva, um PNB alto e por exportações per capita mais elevadas. Os principais produtos importados pela Bélgica são alimentos, maquinaria, diamantes, petróleo e derivados, químicos, vestuário e têxteis. Os principais produtos belgas exportados são automóveis, produtos alimentícios, ferro e aço, diamantes lapidados, têxteis, plásticos, produtos de petróleo e de metais não ferrosos.
A economia da Bélgica está fortemente orientada para os serviços e mostra uma dupla natureza: a região flamenga tem uma economia dinâmica e a Valônia tem uma economia menos desenvolvida. Um dos membros fundadores da União Europeia, a Bélgica apoia fortemente uma economia aberta e o alargamento das competências das instituições da UE para integrar as economias dos membros do bloco. Desde 1922, através da União Econômica Belgo-Luxemburguesa, Bélgica e Luxemburgo têm sido um mercado único de comércio com a união aduaneira e monetária.
A Bélgica foi o primeiro país continental europeu a entrar na Revolução Industrial, no início do século XIX. Liège e Charleroi desenvolveram rapidamente a mineração e a siderurgia, que floresceram até meados do século XX no vale do Sambre-Mosa, o sillon industriel (em francês:  vale industrial), fizeram da Bélgica uma das três maiores nações mais industrializadas do mundo entre 1830-1910. No entanto, por volta de 1840, a indústria têxtil da Flandres entrou em grave crise e a região passou fome entre 1846-1850.

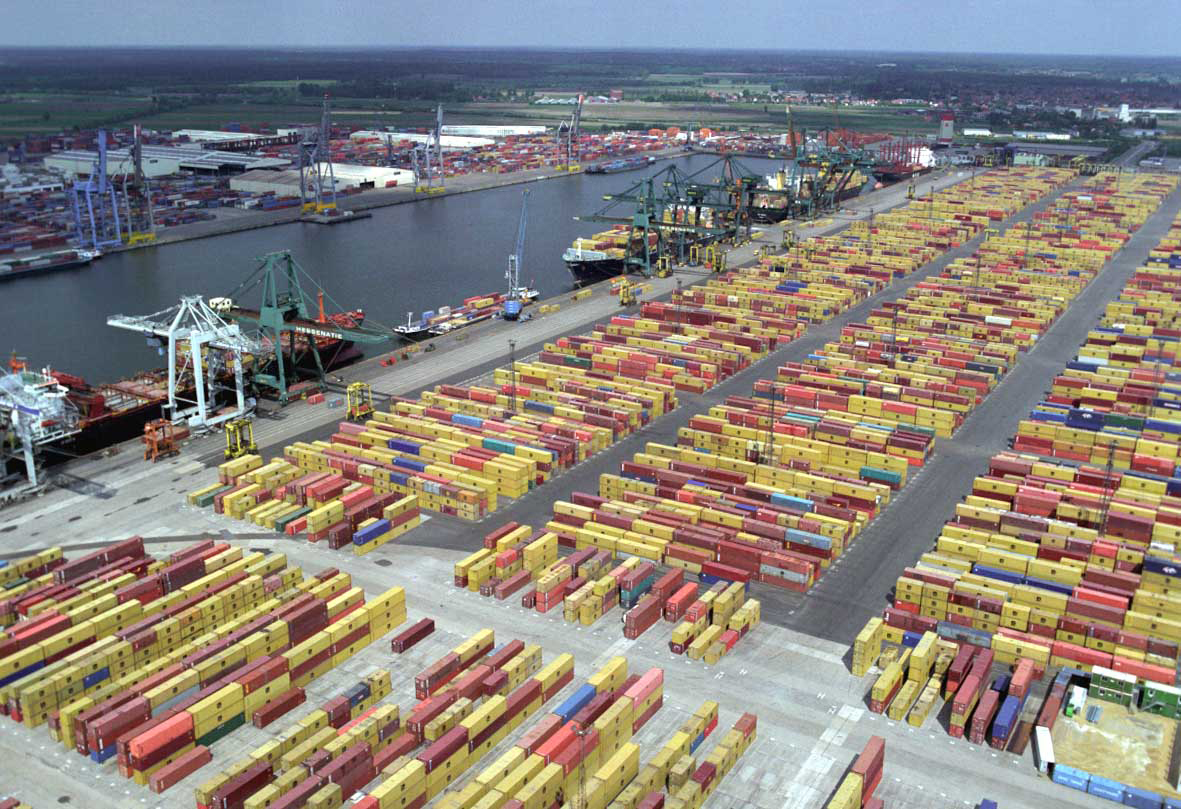
Porto da Antuérpia

Após a Segunda Guerra Mundial, Gante e Antuérpia experimentaram uma rápida expansão das indústrias química e petrolífera. As crises do petróleo de 1973 e 1979 levaram a economia do país e entrar em um processo de recessão; foi particularmente prolongado na Valônia, onde a indústria do aço tinha se tornado menos competitiva e experimentou um forte declínio. Nas décadas de 1980 e 1990, o centro econômico do país continuou em deslocamento para o norte e, agora, está concentrado na área populosa chamada "Diamante Flamengo".
Até o final da década de 1980, as políticas macroeconômicas belga resultaram em uma dívida acumulada de cerca de 120% do PIB. Em 2006, o orçamento foi equilibrado e a dívida pública foi equivalente a 90,30% do PIB. Em 2005 e 2006, as taxas de crescimento real do PIB foram de 1,5% e 3,0%, respectivamente, ligeiramente acima da média para a zona Euro. As taxas de desemprego de 8,4% em 2005 e 8,2% em 2006 também estavam perto da média da área.

## Infraestrutura

### Saúde

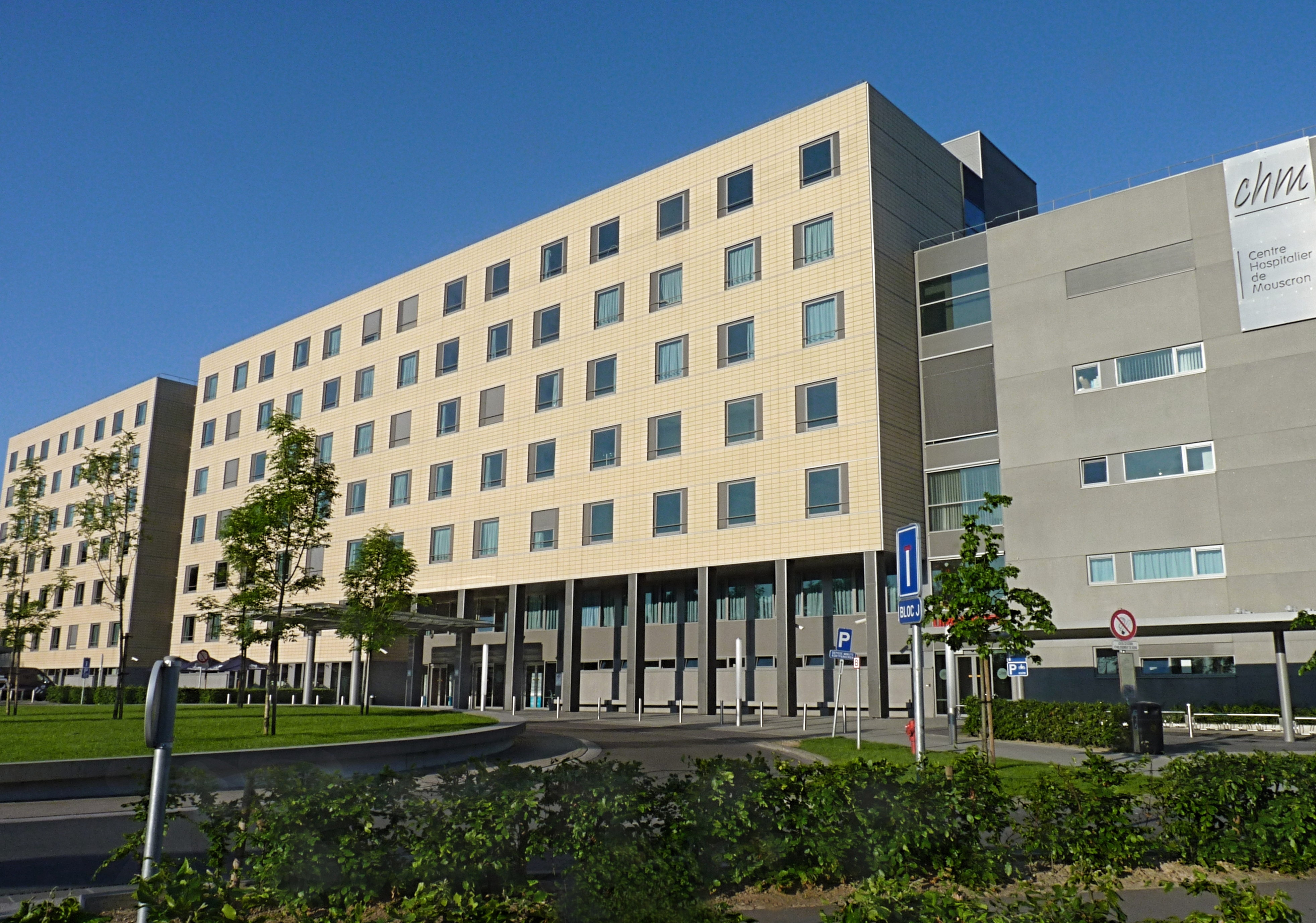
Hospital central de Mouscron

Os belgas gozam de boa saúde. De acordo com as estimativas de 2012, a expectativa de vida média é de 79,65 anos. Desde 1960, a expectativa de vida, em linha com a média europeia, cresce dois meses por ano. A morte na Bélgica se deve principalmente a distúrbios cardíacos e vasculares, neoplasias, distúrbios do sistema respiratório e causas não naturais de morte (acidentes, suicídio). Causas não naturais de morte e câncer são as causas mais comuns de morte para as mulheres de até 24 anos e homens até 44 anos de idade.
Os cuidados de saúde na Bélgica são financiados através de contribuições para a segurança social e tributação. O seguro de saúde é obrigatório. Os cuidados de saúde são prestados por um sistema público e privado misto de médicos independentes e hospitais públicos, universitários e semiprivados. O serviço de saúde é pago pelo paciente e reembolsado posteriormente pelas instituições de seguro de saúde, mas existem categorias inelegíveis (de pacientes e serviços), os chamados sistemas de pagamento de terceiros. O sistema de saúde belga é supervisionado e financiado pelo governo federal, pelos governos regionais da Flandres e da Valônia; e a Comunidade alemã também possui supervisão e responsabilidades (indiretas).

### Educação

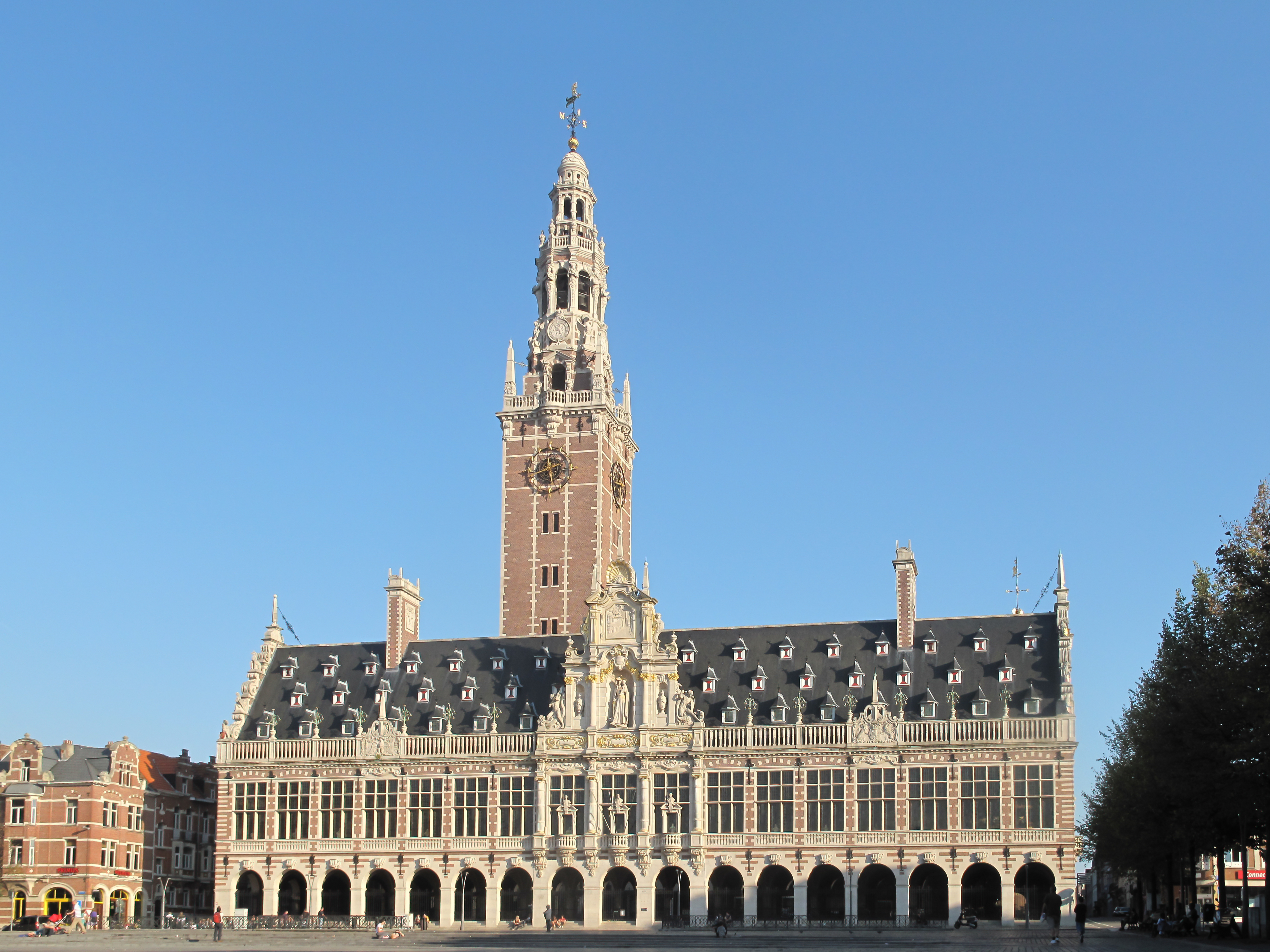
Biblioteca central da Universidade Católica de Leuven

A educação é obrigatória dos 6 aos 18 anos de idade para os belgas. Entre os países da Organização para a Cooperação e Desenvolvimento Econômico (OCDE) em 2002, a Bélgica tinha a terceira maior proporção de jovens de 18 a 21 anos matriculados na educação pós-secundária (42%). Embora cerca de 99% da população adulta seja alfabetizada, é crescente a preocupação com o analfabetismo funcional. O Programa Internacional de Avaliação de Alunos (PISA), coordenado pela OCDE, atualmente classifica a educação da Bélgica como a 19ª melhor do mundo, sendo significativamente superior à média da OCDE. A comunidade flamenga pontua visivelmente acima das comunidades francesa e alemã.
Espelhando a estrutura dual da paisagem política belga do século XIX, caracterizada pelos partidos Liberal e Católico, o sistema educacional é segregado em um segmento secular e um segmento religioso. O ramo escolar secular é controlado pelas comunidades, as províncias ou os municípios, enquanto o ensino religioso, principalmente o ramo católico, é organizado pelas autoridades religiosas, embora subsidiado e supervisionado pelas comunidades.

### Energia
Em 2021, a Bélgica tinha, em energia elétrica renovável instalada, 1 417 MW em energia hidroelétrica, 4 780 MW em energia eólica (19º maior do mundo), 6 585 MW em energia solar (19º maior do mundo), e 709 MW em biomassa.

## Cultura
Apesar de suas divisões políticas e linguísticas, a região correspondente à Bélgica atual tem visto o florescimento de grandes movimentos artísticos que tiveram enorme influência sobre a arte e a cultura europeia. Hoje em dia, até certo ponto, a vida cultural está concentrada dentro de cada região linguística do país e uma variedade de barreiras fizeram uma esfera cultural compartilhada entre as duas partes menos pronunciada.  Desde 1970, não há universidades ou faculdades bilíngues no país, exceto a Academia Real Militar e do Academia Marítima da Antuérpia. Não há uma organização midiática ou grande organização cultural ou científica que represente as duas comunidades principais do país.

### Culinária

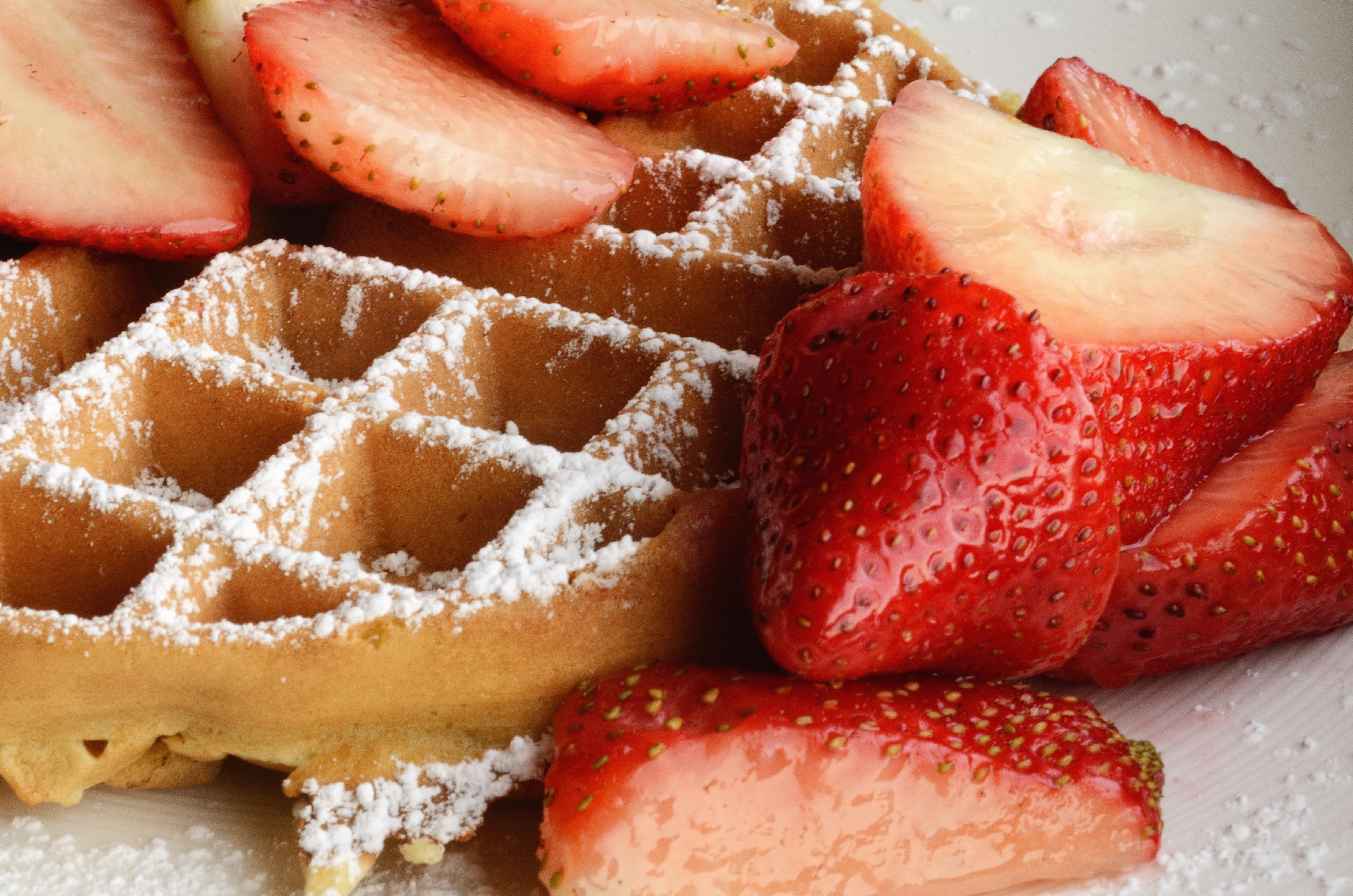
Waffles belgas

Muitos restaurantes belgas altamente renomados podem ser encontrados nos mais influentes guias de restaurantes, como o Guia Michelin. A Bélgica é famosa pela cerveja, chocolate, waffles e batatas fritas com maionese. As batatas fritas originaram-se na Bélgica, embora seu exato lugar de origem ainda seja incerto. Os pratos nacionais são "bife e batatas fritas com salada" e "mexilhões com batatas fritas".
Marcas de chocolate e bombons belgas, como Côte d'Or, Neuhaus, Leonidas e Godiva são famosas, assim como seus produtores independentes, como Burie e Del Rey, na Antuérpia, e de Mary's, em Bruxelas. A Bélgica também produz mais de 1100 variedades de cerveja. A cerveja trapista Westvleteren Brewery tem sido repetidamente classificada como a melhor cerveja do mundo. A maior cervejaria do planeta em volume de produção é a Anheuser-Busch InBev, sediada em Lovaina.

### Esportes

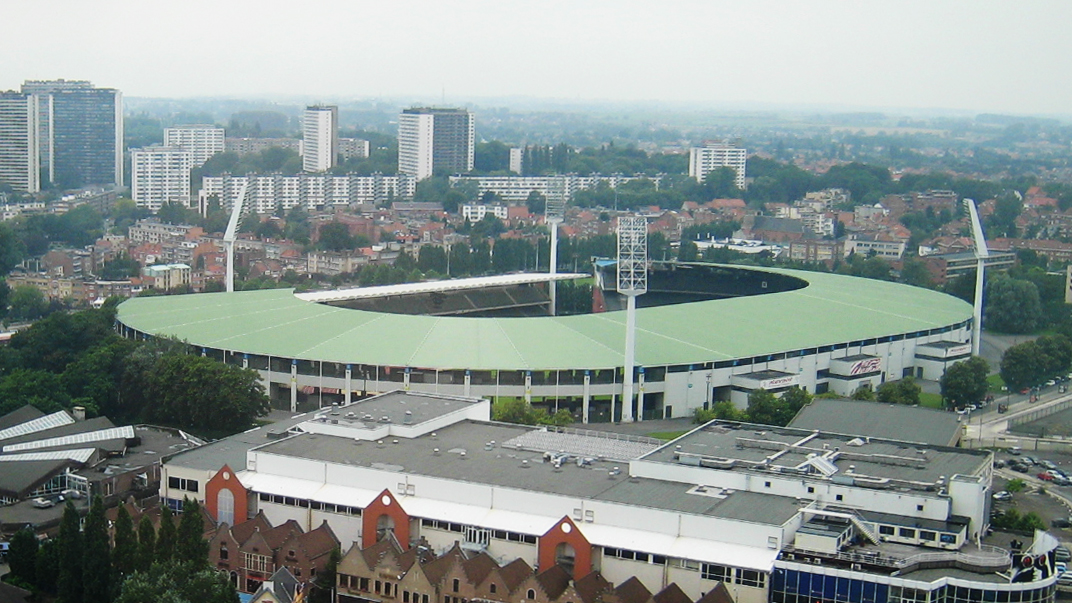
Estádio Rei Balduíno, em Bruxelas

Desde os anos 1970, clubes e federações esportivas são organizadas separadamente dentro de cada comunidade linguística do país. O futebol é um dos esportes mais populares em ambas as partes da Bélgica, juntamente com o ciclismo, tênis, natação e judô.
Os belgas mantêm o maior número de vitórias no Tour de France do que qualquer outro país, com exceção da França. Eles também têm o maior número de vitórias no Campeonato Mundial de Ciclismo de Estrada da UCI. Philippe Gilbert é o campeão mundial de 2012. Outro bem conhecido ciclista belga Tom Boonen. Jean-Marie Pfaff, um ex-goleiro belga, é considerado um dos maiores jogadores da história do futebol. A Bélgica e os Países Baixos já sediaram o Campeonato Europeu de Futebol de 2000 e a Bélgica sediou o Campeonato Europeu de Futebol de 1972.

## Feriados
| Data          | Nome em português  | Nome local                | Observações |
| ------------- | ------------------ | ------------------------- | ----------- |
| 6 de dezembro | Dia de São Nicolau | Sinterklaas Saint-Nicolas |             |